# 聖書のみ
聖書のみ（せいしょのみ、ラテン語: sola scriptura〈ソーラ・スクリプトゥーラ〉）は、信仰義認、万人祭司と並ぶ、宗教改革におけるプロテスタントの三大原理の一つ。
1. ローマ・カトリックの「聖書と聖伝」に対して、プロテスタントは聖書のみを主張する。
2. ローマ教会が外典を付加するのに対して、プロテスタントは66巻である。
3. 教会の権威によって聖書が決定されたと主張するローマ・カトリックに対して、プロテスタントは聖書のアウトピストスを主張し、聖書自身が聖書を聖書であるとあかしすると認める[1]。

ローマ・カトリックへの反対として生まれたプロテスタントであることから、通例これらの原理はローマ・カトリックとの対比として言及されるが、正教会においても聖伝が重視される点、および旧約外典を認める点はプロテスタントと異なっている。ただし正教会は「聖書は『聖伝』の一部」と位置づけており、「聖書と聖伝」のローマカトリックとは微妙に位置づけが異なっている。
ローマ・カトリックでは、中世を通じて聖書を「字義通りの意味」「寓話的意味」「類型的意味」「かくれたる意味」の4つの意味で解釈することが定式化し、字義通りの意味を除く3つの意味はまとめて霊的意味と総称された。ウィリアム・ティンダルが霊的意味の解釈と字義通り解釈の併存は聖書が4冊あるのとおなじと考えたように、霊的意味は聖書翻訳者にとって余計なものであると考えられた。宗教改革者たちは霊的意味を教皇権の象徴として攻撃し、プロテスタントでは聖書は各人が内面に持つ聖霊の助けを借りて字義通りに解釈する読み方を原則とした。